# Ambrogio Calepino

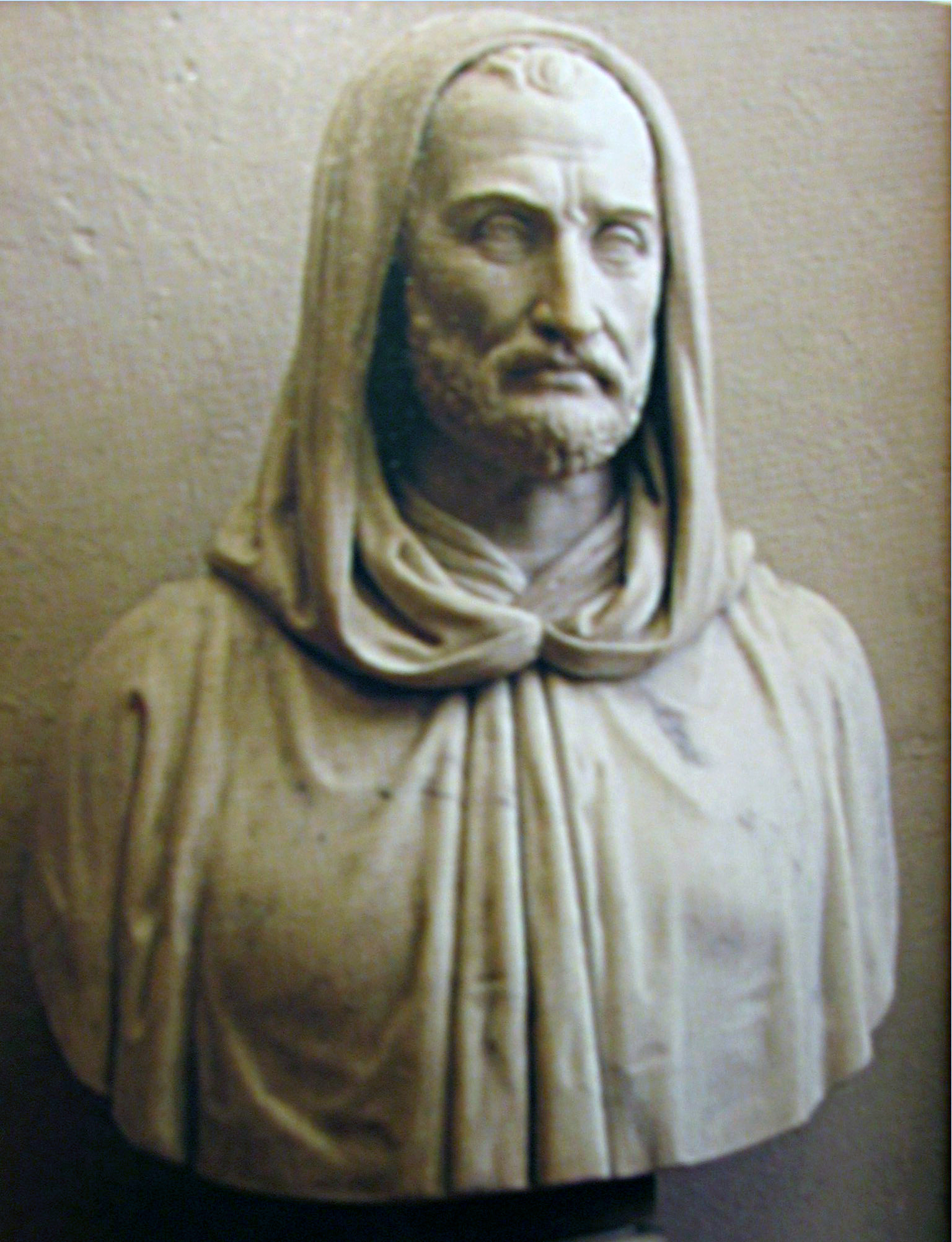
Ambrogio Calepino, Biblioteca Angelo Mai, Bergamo

Ambrogio Calepino (în latină Ambrosius Calepinus; c. 1440-1510), cunoscut sub forma latină a numelui său, Calepinus, a fost un lexicograf italian. 

## Biografie
Calepino s-a născut în Castelli Calepio și a murit în Bergamo. El a intrat în Ordinul Augustinian în 1458. 

## Lucrări
Dicționarul latin elaborat de el a apărut pentru prima dată în 1502 la Reggio nell'Emilia. A fost retipărit de mai multe ori în timpul secolului al XVI-lea, iar doar tipografia Aldine a scos nu mai puțin de 18 ediții din 1542 până în 1592. Edițiile ulterioare au fost extinse considerabil. Dicționarului latin original i s-au adăugat echivalente în alte limbi. Astfel există ediția de la Basel (1590), care conține unsprezece limbi: „Ambrosii Calepini dictionarium undecim linguarum: respondent autem latinis vocabulis hebraica, græca, gallica, italica, germanica, belgica, hispanica, polonica, ungarica, anglica”. 
Ediția în șapte limbi îngrijită de Jacopo Facciolati (Pavia, 1718), cu ajutorul lui Egidio Forcellini, a fost retipărită de mai multe ori. Calepinus a devenit un nume comun, un sinonim pentru dicționar sau lexicon, și există titluri precum: Septem linguarum calepinus, hoc est, lexicon latinum. Calepino a scris, de asemenea, viața sfântului Giovanni Bono din Mantova, care se găsește în Acta Sanctorum pentru ziua de 22 octombrie (Oct. IX, 748-767).